# Gedangmas
Gedangmas is een bestuurslaag in het regentschap Lumajang van de provincie Oost-Java, Indonesië. Gedangmas telt 5419 inwoners (volkstelling 2010).